# José Manuel Caballero Bonald
José Manuel Caballero Bonald (* 11. listopadu 1926, Jerez de la Frontera, Španělsko - 9. května 2021, Madrid) byl španělský spisovatel, básník a laureát Cervantesovy ceny za rok 2012.

## Biografie
Narodil se jako syn francouzské matky a kubánského otce. Vystudoval filozofii a literaturu na univerzitě v Seville. Byl jedním ze členů španělského literárního uskupení 'La Generación del 50'.

## Literární dílo

### České překlady
Do češtiny byla dle NK ČR přeložena zatím jediná kniha, a to 'Dva dny v září', za kterou také posléze obdržel španělskou literární cenu 'Premio Bibiloteca Breve'.
- Dva dny v září (špan. Dos días de septiembre). 1. vyd. Praha: Odeon, 1968. 275 S. Překlad: Miloš Veselý.